# Nusawangkal
Nusawangkal is een bestuurslaag in het regentschap Cilacap van de provincie Midden-Java, Indonesië. Nusawangkal telt 2285 inwoners (volkstelling 2010).